# Пон-л’Аббе (кантон)
Пон-л’Аббе (фр. Pont-l'Abbé) — кантон во Франции, находится в регионе Бретань, департамент Финистер. Входит в состав округа Кемпер.

## История
До 2015 года в состав кантона входили коммуны Иль-Тюди, Комбри, Пломёр, Пон-л’Аббе, Сен-Жан-Тролимон, Трегеннек и Тремеок.
В результате реформы 2015 года состав кантона был изменен: к коммуне Пон-л’Аббе были добавлены пять коммун упраздненного кантона Гильвинек.

## Состав кантона с 22 марта 2015 года
В состав кантона входят коммуны (население по данным Национального института статистики за 2019 г.):
- Гильвинек (2 681 чел.)
- Локтюди (4 013 чел.)
- Пенмарк (5 149 чел.)
- Плобанналек-Лескониль (3 568 чел.)
- Пон-л’Аббе (8 369 чел.)
- Трефьягат (2 406 чел.)

## Политика
На президентских выборах 2022 г. жители кантона отдали в 1-м туре Эмманюэлю Макрону 31,0 % голосов против 21,8 % у Жана-Люка Меланшона и 18,3 % у Марин Ле Пен; во 2-м туре в кантоне победил Макрон, получивший 67,1 % голосов. (2017 год. 1 тур: Эмманюэль Макрон – 27,3 %, Жан-Люк Меланшон – 20,7 %, Франсуа Фийон – 18,8 %, Марин Ле Пен – 13,6 %; 2 тур: Макрон – 77,9 %. 2012 год. 1 тур: Франсуа Олланд — 32,0 %, Николя Саркози — 25,1 %, Жан-Люк Меланшон — 13,1 %; 2 тур: Олланд — 58,1 %).
С 2021 года кантон в Совете департамента Финистер представляют мэр коммуны Трефьяга Натали Карро-Танно (Nathalie Carrot-Tanneau) и мэр города Пон-л’Аббе Стефан Ле Доаре (Stéphane Le Doaré) (оба — Республиканцы).
|                | Кандидаты                          | Партия                   | Первый тур | Первый тур     | Второй тур | Второй тур |
| Кол-во голосов | Кандидаты                          | Партия                   | % голосов  | Кол-во голосов | % голосов  |            |
| -------------- | ---------------------------------- | ------------------------ | ---------- | -------------- | ---------- | ---------- |
|                | Натали Карро-Танно Стефан Ле Доаре | Правый блок              | 3 748      | 45,40          | 5 107      | 60,17      |
|                | Ив Каневе Мариз Руссо              | Левый блок               | 1 970      | 23,86          | 3 381      | 39,83      |
|                | Доминик Жольфр Жаник Морисо        | Левый блок — Зелёные     | 1 510      | 18,29          |            |            |
|                | Аньес Бельбеош Паскаль Женест      | Национальное объединение | 1 028      | 12,45          |            |            |

|                | Кандидаты                          | Партия                  | Первый тур | Первый тур     | Второй тур | Второй тур |
| Кол-во голосов | Кандидаты                          | Партия                  | % голосов  | Кол-во голосов | % голосов  |            |
| -------------- | ---------------------------------- | ----------------------- | ---------- | -------------- | ---------- | ---------- |
|                | Тьерри Мавик Натали Танно          | Правый блок             | 4 219      | 36,96          | 5 750      | 52,09      |
|                | Анни Каодаль Фредерик Ле Лош       | Социалистическая партия | 3 527      | 30,90          | 5 288      | 47,91      |
|                | Эвелин Дельгранж Фредерик Годбийон | Национальный фронт      | 1 672      | 14,65          |            |            |
|                | Вероник Бланше Пьер Леме           | Левый фронт             | 1 117      | 9,79           |            |            |
|                | Доминик Жольфр Жаник Морисо        | Европа Экология Зелёные | 880        | 7,71           |            |            |